# Xã Perry, Quận Brown, Ohio
Xã Perry (tiếng Anh: Perry Township) là một xã thuộc quận Brown, tiểu bang Ohio, Hoa Kỳ. Năm 2010, dân số của xã này là 4.735 người.